# Сідлечка
Сідлечка (пол. Siedleczka) — село на Закерзонні в Польщі, у гміні Каньчуга Переворського повіту Підкарпатського воєводства.
Населення — 1082 особи (2011).

## Історія
У 1390 р. село було у власності Тарновських, у 1448 р. вже належало Кмітам. Входило до 1772 р. до каньчузького ключа Перемишльської землі Руського воєводства.
У 1836 р. в селі був 41 греко-католик, греко-католики села належали до парафії Кречовичі Каньчуцького деканату Перемишльської єпархії. На той час унаслідок півтисячоліття латинізації та полонізації українці лівобережного Надсяння опинилися в меншості.
Відповідно до «Географічного словника Королівства Польського» в 1889 р. Сідлечка знаходились у Ланцутському повіті Королівства Галичини і Володимирії, були 171 будинок і 1002 жителі, з них 937 римо-католиків, 56 греко-католиків і 9 юдеїв. Греко-католики належали до парафії Кречовичі Каньчуцького деканату Перемишльської єпархії.
На 1913 р. в селі було 36 греко-католиків, які належали до парафії Каньчуга.
У міжвоєнний період в шематизмах не уточнюється число парафіян у селі й подається тільки загальна кількість греко-католиків для всієї парафії, яка належала до Лежайського деканату Перемишльської єпархії. Адміністративно село входило до ґміни Каньчуга Переворського повіту Львівського воєводства.
Українці села не могли протистояти антиукраїнському терору під час і після Другої світової війни.
У 1975-1998 роках село належало до Перемишльського воєводства.

## Демографія
Демографічна структура станом на 31 березня 2011 року:
|          | Загалом | Допрацездатний вік | Працездатний вік | Постпрацездатний вік |
| -------- | ------- | ------------------ | ---------------- | -------------------- |
| Чоловіки | 533     | 109                | 364              | 60                   |
| Жінки    | 549     | 126                | 293              | 130                  |
| Разом    | 1082    | 235                | 657              | 190                  |

## Зовнішні посилання
- Siedleczka 2 // Słownik geograficzny Królestwa Polskiego. — Warszawa : Druk «Wieku», 1889. — Т. X. — S. 507. (пол.)

| Підкарпатське воєводство | Це незавершена стаття про Підкарпатське воєводство. Ви можете допомогти проєкту, виправивши або дописавши її. |